# Osvald Abrahamsen
Osvald Abrahamsen (Oslo, 26 de abril de 1896 - Sachsenhausen,  27 de octubre de 1942) fue un trabajador portuario y miembro de la resistencia noruega contra la Alemania nazi.
Hijo de Johan Christian Abrahamsen y Fredrikke Olava Olsen. Abrahamsen fue un destacado miembro del grupo Osvald, una organización de resistencia que desde 1941 fue liderada por el marinero Asbjørn Sunde. Este grupo llevó a cabo una serie de acciones contra la ocupación nazi en Noruega, y Abrahamsen fue una figura clave en sus operaciones.
Abrahamsen murió a los 46 años en el campo de concentración de Sachsenhausen, en Oranienburg, Brandeburgo, Alemania, debido a una enfermedad, el 27 de octubre de 1942. Su vida y su sacrificio continúan siendo recordados como un ejemplo de resistencia y valentía frente a la opresión nazi. 

## Literatura
- Sunde, Asbjørn: Hombres en la oscuridad. 1947, nueva edición Spartacus Forlag 2009, páginas 129-130 (páginas de imágenes). ISBN 978-82-430-0467-2.